# Ben Johnson (skådespelare)
Ben Johnson, född 13 juni 1918 i Foraker i Oklahoma, död 8 april 1996 i Mesa i Arizona, var en amerikansk skådespelare, bland annat i många westernfilmer. Han har bland annat haft roller i Flykt genom öknen (1948), Det vilda gänget (1969), Den sista föreställningen (1971), Getaway - rymmarna (1972) och Röd gryning (1984). Hans första film var en ej krediterad roll i Den laglöse (1943).

## Filmografi (urval)
- 1943 – Den laglöse (ej krediterad)
- 1944 – En cowboy rensar stan (ej krediterad)
- 1945 – Håll ångan oppe! (ej krediterad)
- 1948 – Flykt genom öknen

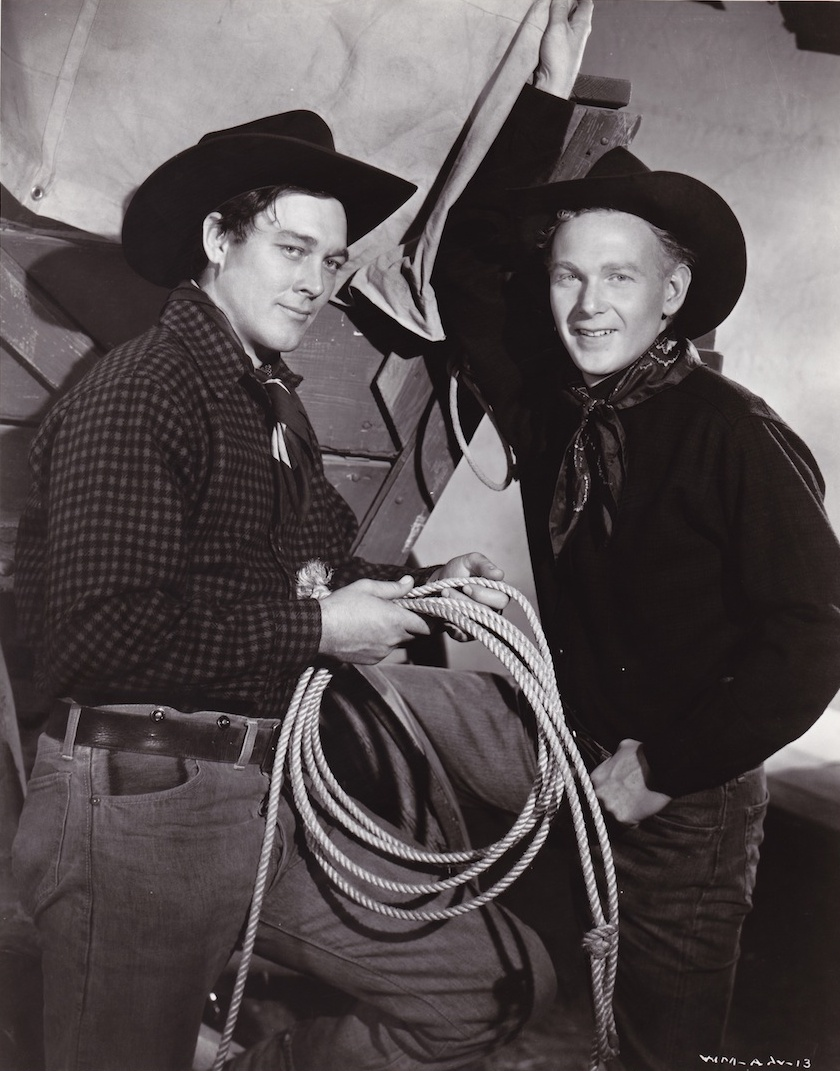
Ben Johnson och Harry Carey Jr. på ett PR-foto för filmen Landet bortom prärien (1950).

- 1948 – Indianöverfallet vid Fort Apache
- 1949 – Larm över prärien
- 1949 – Fantomen från Afrika
- 1950 – Landet bortom prärien
- 1950 – Gränsryttarna vid Rio Grande
- 1953 – Mannen från vidderna
- 1955 – Oklahoma! (ej krediterad)
- 1960 – Revansch
- 1964 – Indianerna (ej krediterad)
- 1965 – Sierra Charriba
- 1966 – Rancho River
- 1967 – Will Penny
- 1968 – Häng dom högt
- 1969 – Det vilda gänget
- 1969 – De obesegrade
- 1970 – Chisum
- 1971 – En stor grej
- 1971 – Den sista föreställningen
- 1972 – Junior Bonner
- 1972 – Getaway - rymmarna
- 1973 – Dillinger
- 1973 – Den hårda ritten
- 1973 – Runaway!
- 1974 – Sugarland Express
- 1975 – De red för livet
- 1975 – Mot fort Humbolt
- 1975 – Till vilket pris som helst
- 1977 – Staden som fruktade solnedgången
- 1978 – Katastrofplats Houston
- 1980 – Terror Train
- 1980 – Människojägaren
- 1982 – Tex
- 1984 – Röd gryning
- 1987 – Cherry 2000
- 1992 – Radio Flyer
- 1994 – Angels
- 1996 – Aftonstjärnan